# Arimnesto di Crotone
Arimnesto (in greco antico: Ἀρίμνηστος?, Arímnēstos; Crotone, ... – ...; fl. VI secolo a.C.) è stato un filosofo greco antico della scuola pitagorica.

## Biografia
Poco si conosce della vita di Arimnesto. Secondo la tradizione, era il figlio di Pitagora e Teano. Porfirio sostiene che Pitagora morì quando Arimnesto era molto giovane. Si tramanda che Arimnesto fu maestro di Democrito.
Apollonio di Tiana dice che Arimnesto, tornato dall'esilio a Crotone, donò un ex-voto al Tempio di Hera Lacinia, antica sede della Scuola pitagorica.